# Ana González (actriz)
Ana González Olea (Peñalolén, 4 de mayo de 1915-Santiago, 21 de febrero de 2008) fue una actriz y comediante chilena, que actuó en teatro, cine, radio y televisión entre 1934 y 1996, logrando reconocimiento popular por su célebre personaje La Desideria, en el programa cómico Radiotanda de Radio Minería.
González no contó con estudios formales, pero trascendió por todos los géneros escénicos, desde la comedia popular hasta el teatro épico universitario. Fue la primera actriz en ser galardonada con el Premio Nacional de Arte de Chile en 1969. Junto a Malú Gatica y Silvia Piñeiro, son unas de las actrices que han tenido mayor resonancia en Chile. 

## Biografía
Nació con el nombre de Ana María Luisa Delicias Villela Francisca de Asís González Olea, el 4 de mayo de 1915, en Peñalolén. 
Su madre, Ana Olea, una modesta y estricta costurera de quien heredó su carácter y fe, y su padre, Manuel González Ossa, un burgués que, sin ser su padre biológico le dio su apellido. Creció en calle San Diego, cruzada por sus orígenes. En esta etapa, la marcó el abandono del padre a sus 7 años.  Es prima del obispo de Talca, Carlos González Cruchaga.
En 1947 se casó con José Estefanía, cuando ya era una actriz reconocida. El matrimonio se prolongó hasta la muerte de Estefanía, quien se dedicaba a la publicidad y fue jefe de campaña de Jorge Alessandri en 1958. Cuando este se presentó como candidato a la elección de 1970, con Estefanía ya fallecido, Alessandri habría expresando: «si José estuviera, habría ganado».[cita requerida]
El 8 de mayo de 2014 la revista Caras publicó un reportaje en el que revelaba que tras quedar viuda, Ana González tuvo una relación lésbica de más de cuatro décadas con Luz María Sotomayor, quien se convirtió en guardiana de su patrimonio.

## Carrera artística
Debutó en el teatro a los 19 años con la obra En casa de herrero cuchillo de palo (1934), de una compañía de teatro obrero, y en el año 1946 se integró al Teatro Ensayo de la Universidad Católica, donde desarrolló una amplia carrera profesional en las tablas.
Anita González dedicó 60 años al teatro; su personaje "La Desideria", del programa Radiotanda, fue el que más la marcó e hizo famosa. En el teatro se destacó en la clásica obra La pérgola de las flores. 
Tras no ser convocada a la obra Pocas nueces y mucho ruido de William Shakespeare, disgustada, abandonó el Teatro Ensayo, y fundó la compañía independiente Club de Teatro junto a Hernán Letelier y Héctor Noguera. Posteriormente, cofundó el Teatro del Ángel. En 1973, viajó al Festival Mundial de la Juventud y los Estudiantes en Berlín, donde montó La cantata Chile, ayer y hoy, de Pablo Neruda. 
En el cine jugó un importante papel, participando en grandes películas como Entre gallos y medianoche (1940), La dama de las camelias (1947) y Julio comienza en julio (1977). 
En televisión, realizó los programas Teletanda y La Desideria In (ambos en Canal 9), participó en el programa Una vez más de Raúl Matas, y en Sábado gigante, donde actuaba en el segmento de humor "Pobre papá".

## Retiro
En 1995 se retiró del teatro, luego de olvidar su parlamento de la obra Viejas, que protagonizaba junto con Yoya Martínez, causando el cancelamiento de la obra. El incidente indicó que padecía la enfermedad de Alzheimer desde ese año. Volvió a la televisión en 1996 para interpretar el papel de la griega Ekaterina Karalakis en Marrón Glacé, el regreso.

## Muerte
Falleció el 21 de febrero del 2008 a las 20:05 (hora chilena) en su departamento de la calle Miraflores en Santiago Centro. La causa de muerte informada fue un shock séptico de foco urinario, asociado a una insuficiencia renal aguda y a una insuficiencia hepática. Su funeral tuvo lugar en la Iglesia de La Merced, en Santiago.

## Legado
En el 2002 fue lanzado el libro biográfico Ana González, primera actriz. La Escuela de Teatro UC de Campus Oriente (Pontificia Universidad Católica de Chile) rebautizó en 2013 una de sus salas como “Sala N°5 Ana González”, en conmemoración a los setenta años de su fundación. En 2015 el Centro Cultural Gabriela Mistral (GAM) realizó una exposición visual, fotográfica y teatral para conmemorar los 100 años del natalicio de la actriz.

## Filmografía

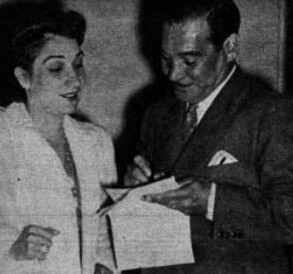
Ana González junto a Eugenio Retes (1945).

### Cine
| Año  | Título                    | Rol                | Director           |
| ---- | ------------------------- | ------------------ | ------------------ |
| 1940 | Entre gallos y medianoche |                    | Eugenio de Liguoro |
| 1942 | P'al otro la'o            | Desideria          | José Bohr          |
| 1943 | El relegado de Pichintún  |                    |                    |
| 1945 | Dos caídos de la Luna     |                    | Eugenio de Liguoro |
| 1947 | La dama de las camelias   | Margarita Gauthier | José Bohr          |
| 1947 | 27 millones               | Desideria          | José Bohr          |
| 1975 | La pérgola de las flores  | Rosaura            | Hugo Miller        |
| 1976 | Julio comienza en Julio   | Teresa             | Silvio Caiozzi     |
| 1982 | Historia de un roble solo |                    | Silvio Caiozzi     |

### Televisión
| Año       | Título                                       | Rol                               | Canal    |
| --------- | -------------------------------------------- | --------------------------------- | -------- |
| 1965      | Teletanda                                    | Desideria Pérez-Retamales Machuca | Canal 9  |
| 1966      | Historia de los lunes                        | varios papeles                    | Canal 9  |
| 1969      | La Desideria In                              | Desideria                         | Canal 9  |
| 1975      | J.J. Juez                                    | Ana                               | Canal 13 |
| 1975      | La pérgola de la flores (teleteatro chileno) | Rosaura San Martín                | TVN      |
| 1975      | La princesa Panchita                         |                                   | TVN      |
| 1977      | Fuerte Bulnes                                |                                   | TVN      |
| 1982      | La hora de Juan Pérez                        |                                   | Canal 13 |
| 1983      | La noche del cobarde                         | Enriqueta Villarobles             | Canal 13 |
| 1984      | Los títeres                                  | Tuca Grande Leyton                | Canal 13 |
| 1985      | La trampa                                    | Rosalía                           | Canal 13 |
| 1986      | Secreto de familia                           | Adalberta Venegas                 | Canal 13 |
| 1987-1992 | Pobre Papá                                   | Desideria                         | Canal 13 |
| 1988      | Matilde dedos verdes                         | Gregoria                          | Canal 13 |
| 1988-1996 | Una vez más                                  | Desideria                         | Canal 13 |
| 1991      | Villa Nápoli                                 | Regina dil Ponti                  | Canal 13 |
| 1993      | Marrón Glacé                                 | Ekaterina Tuliatos                | Canal 13 |
| 1994      | Champaña                                     | Margarita                         | Canal 13 |
| 1996      | Marrón Glacé, el regreso                     | Ekaterina Tuliatos                | Canal 13 |

## Teatro
En Teatro popular:
- 1934 - En casa de herrero cuchillo de palo
- El Soldado de Chocolate (Teatro Municipal de Santiago)
- 1937 - Nina (Teatro Municipal de Santiago)
- La nueva Marsellesa (Teatro Baquedano)
- 1939 - Lo llamaban agitador (Teatro Alameda)[7]
- 1940 - Entre gallos y medianoche
- 1940 - La casa de mujeres

En Teatro Ensayo de la Universidad Católica (1947-1964):
- 1947 - Contigo en la soledad (debut en Teatro UC)
- 1949 - Pigmalión (Teatro UC)
- 1950 - La loca de Chaillot (Teatro UC)
- 1950 - Los zorros no duermen (Teatro UC)
- 1951 - La invitación al castillo (Teatro UC)
- 1951 - Sombra y sustancia (Teatro UC)
- 1952 - Los condenados (Teatro UC)
- 1953 - El tiempo y los Conway (Teatro UC)
- 1953 - Cuando nos casemos (Teatro UC)
- 1953 - El soldado de chocolate (Teatro UC)
- 1955 - El enfermo imaginario (Teatro UC)
- 1956 - Pueblecito (Teatro UC)
- 1956 - La casa entera (Teatro UC)
- 1957 - Un hombre de díos (Teatro UC)
- 1958 - Esta señorita Trini (Teatro UC)
- 1958 - El ángel que nos mira (Teatro UC)
- 1959 - Juegos silenciosos (Teatro UC)
- 1959 - Una luz en la lluvia (Teatro UC)
- 1959 - El dialogo de las Carmelitas (Teatro UC)
- 1960 - La pérgola de las flores (Teatro UC)
- 1961 - El avaro (Teatro UC)

En Club de Teatro (1965-1968)
- - Invitación al castillo

En Sala El Ángel (1971-1973):
- 1971: Desideria en la corte
- 1972: El botín
- 1972: La profesión de la señorita Warren
- 1973: Gato por liebre

En Teatro UC (1976-1989):
- 1975 - El burgués gentilhombre  (Teatro UC)
- 1977 - Las señoras de los jueves (Teatro UC)
- 1978 - Las del otro lado (Teatro UC)
- 1979 - Testimonio sobre la muerte de Sabina (Teatro UC)
- 1981 - María Estuardo (Teatro UC)
- 1985 - Ánimas de día claro (Teatro UC)
- 1987 - Su lado flaco (Teatro UC)

Sus últimas obras:
- 1996 - Viejas

## Premios
- Premio Nacional de Arte de Chile en la categoría Teatro (1969)
- Orden al Mérito Docente y Cultural Gabriela Mistral (1995)

## Homenaje
- 1989: El programa Sábado Gigante, le realizó un homenaje a sus 54 años de trayectoria.
- 1994: El programa Martes 13, le realizó un homenaje con una apuesta musical, con la participación de 30 actores en escena.